# Byrrhus altaesayanus
Byrrhus altaesayanus is een keversoort uit de familie pilkevers (Byrrhidae). De wetenschappelijke naam van de soort is voor het eerst geldig gepubliceerd in 2000 door Tshernyshev & Dudko.